# Râul Poprad
Poprad (în germană Popper) este un râu din Slovacia și Polonia cu lungimea de 174 km, din care 113 km curge pe teritoriul Slvaciei, 31,1 km formează graniță naturală între Slovacia și Polonia și 30,9 km curge pe teritoriul Poloniei. Bazinul de colectare al râului este Zipsul de Sus. Râul se formează prin confluența pâraielor Hincov potok (Hinzenbach) și Ľadový potok (Eisbach), care izvoresc din lacuri glaciare situate la altitudinea de 1965 m deasupra n.m., din Tatra Mare. Râul Poprad traversează orașul slovac Poprad, curge pe teritoriul regiunii Zips și se varsă pe teritoriul Poloniei în apropiere de Nowy Sącz în Dunajec care este un afluent al Vistulei.